# Darfur is Dying
Darfur is Dying est un jeu vidéo Flash publié sur Internet en avril 2006. Il a été développé par une équipe de cinq étudiants de l’université de la Californie méridionale, menée par Susana Ruiz et Ashley York. Il a été réalisé dans le cadre d’une compétition étudiante sponsorisée par mtvU pour aider à arrêter la guerre civile au Darfour. Sa thématique le classe parmi les jeux sérieux.
Dans le rôle d’un membre d’une famille darfuri, le joueur doit gérer un camp de réfugiés. Il doit prendre en charge l’approvisionnement en eau potable en évitant les milices Janjawid. Le but du jeu est de maintenir le fonctionnement du camp pour sept jours.

## Système de jeu
Au début du jeu, le joueur sélectionne un personnage parmi huit membres d'une famille : le père, la mère et six enfants âgés de dix à quatorze ans.
La première phase de jeu emprunte des éléments d’action et d’infiltration. Elle consiste à traverser le désert pour aller chercher de l’eau potable au puits. Le joueur déplace son personnage en vue rapprochée avec les touches directionnelles. La distance et la direction du puits est indiquée au bas de l’écran. Le joueur doit éviter les patrouilles Janjawid en se cachant derrière divers éléments de décor. S’il est capturé, le joueur est informé du devenir de son personnage et est invité à en choisir un autre.
La seconde phase de jeu, proche du jeu de gestion, propose une vue aérienne isométrique du camp. Le joueur y déplace son avatar pour distribuer l’eau pour les cultures ou la construction. Lorsque l’eau est épuisée, le joueur doit retourner en chercher. Le but est de faire fonctionner le camp pendant sept jours.
Le jeu propose un menu intitulé « Agir » (« Take action »). Il propose plusieurs liens, comme signer une lettre ouverte au président des États-Unis ou écrire aux membres du Congrès.

## Accueil
Le mois de sa sortie, Darfur is Dying est joué par 700 000 personnes. En septembre 2006, soit quatre mois après sa sortie, mtvU estime le nombre de joueurs distincts à 800 000, pour 1,7 million de parties. Un an après sa sortie, ce total s’élève à 2,5 millions de parties par 1,2 million de joueurs ; plusieurs dizaines de milliers de lettres ont été envoyées aux élus américains.
Clive Thompson de The New York Times décrit le jeu comme une « expérience étonnamment puissante ». Ian Bogost regrette certains éléments de la représentation du conflit, notamment l’occultation des aspects historiques et politiques. Il note cependant que le jeu met en lumière la faiblesse des habitants du Darfour face aux milices, source d’empathie chez le joueur.